# 1-я Ташкентская женская гимназия
1-я Ташкентская женская гимназия — женская гимназия в Ташкенте.

## История
1 октября 1876 года в Ташкенте была открыта женская прогимназия. В 1877 году учебное заведение было преобразовано в семиклассную женскую гимназию. Первоначально гимназия размещалась на частной квартире, а с 7 октября 1879 года в выстроенном для неё казенном здании (состояло сначала из двух, а потом из трех корпусов), выходящем фасадом на Константиновский сквер (Кауфманскій сквер). Строительством корпусов гимназии с 1879 по 1883 год занимался инженер Е. П. Дубровин по проекту военного инженера Янчевского. Руководил строительством капитан Белоха.
Стоимость строительства зданий составила 230 тысяч рублей. С ноября 1876 года до марта 1877 года общежитие для учениц содержалось Р. А. Пфених с субсидией от казны в 1200 рублей; с марта 1877 года общежитием заведовали госпожи Захаржевская и Завихойско-Ляцкая, в августе 1883 года общежитие расположилось в здание гимназии и находилось в ведении начальства гимназии; в 1906 году, за недостатком помещения в здании гимназии, общежитие размещалось в частном секторе, но так как платы за учениц оказалось недостаточно, а в субсидиях от казны было отказано, то ученическое общежитие в 1907 году было закрыто. При учебных заведениях в центре Ташкента действовала Покровская церковь, а её настоятель протоиерей Григорий Брицкий длительное время был учителем Закона Божия для гимназисток.
Численность педагогического персонала, включая классных дам, составляла 51 человек; число учениц в 1877 году было 108, а в 1912 году достигало 700 (в том числе евреек 7 %, магометанок около 1 % и армянок 0,5 %), число классов 16.
Содержалась гимназия на средства казны (4753 рублей), земские суммы (23350 рублей) и специальные средства гимназии (33014 рублей). Фундаментальная библиотека содержала до 10 тысяч томов. Физический и естественный кабинеты не во всех отношениях были удовлетворительны.

## Директора
…
- Морель Петр Карлович[вд] (1886—1891)
- Ошанин Василий Фёдорович (1891—1906)
- Дьяконов Михаил Фёдорович (1906 — ?)

## Выпускницы
Среди выпускниц гимназии первая казахская женщина-врач Г. Д. Асфендиарова, заслуженная учительница СССР и директор 684-й школы г. Москвы Мила Малкова, киноактриса Е. А. Кузьмина и другие.